# Ruud Janssen
Ruud Janssen (Tilburg, 29 de julio de 1959) es un artista Holandés Fluxus y Arte correo originario de Breda en Países Bajos. 
Ruud Janssen estudió física y matemáticas. Su actividad como artista correo comenzó en 1980 y realizó varios proyectos internacionales. Desde 1994 hasta 2001 ha mantenido contactos con Fluxus y Arte correo por diversos medios de comunicación; los resultados han sido publicados en libros e internet desde 1996. En los últimos años se ha centrado más en la Pintura acrílica y correspondencia individual. Mantiene actualizada su página con los últimos trabajos.
Janssen publica artículos, revistas y boletines bajo el su editorial TAM-Publications y participa en proyectos internacionales de Arte correo, colaboraciones y exposiciones. Fundó IUOMA (International Union of Mail-Artists) en 1988 y también es el comisario de TAM-Rubberstamp Archive, el resultado de una colección de Arte correo que ha acumulado desde 1983 al 2004. El archivo tiene pinturas, sellos, revistas y literatura. En 1994 empezó una serie de entrevistas llamadas Mail-interviews que se han publicado en boletines y en internet. Las entrevistas consisten en enviar preguntas en un específico medio de comunicación y el entrevistado elige su propio medio de respuesta. Este hecho hace que el factor tiempo este envuelto en cada una de las entrevistas. Algunas de las personas entrevistadas han sido: Ray Johnson, Dick Higgins, Ken Friedmann, Anna Banana, Mark Bloch, Patricia Tavenner, Michael Leigh and Guy Bleus.
En 2003 Ruud Janssen fundó junto Litsa Spathi el Fluxus Heidelberg Center mediante el cual han construido una colección de material Fluxus donde también publican sus propios trabajos. 